# Hilariô thành Pictavium
Hilariô thành Pictavium (k. 310 – k. 367, tiếng Latinh: Hilarius Pictaviensis) là một Giám mục thành Pictavium (nay là Poitiers). Ông đôi khi được gọi là "chiếc búa với phái Arius" (Latinh: Malleus Arianorum) và "Athanasiô Tây phương". Tên của ông có gốc từ một từ tiếng Latinh mang nghĩa hạnh phúc hay mừng vui. Lễ nhớ tùy ý của ông trong Công giáo Rôma là vào ngày 13 tháng 1. Trước đây, khi ngày này rơi vào tuần Bát nhật Hiển Linh, ngày lễ được dời sang 14 tháng 1.